# Машадо, Кено
Кено Марли Машадо (порт. Keno Marley Machado; род. 11 июля 2000, Сапеасу, Баия, Бразилия) — бразильский боксёр-любитель, выступающий в полутяжёлой и в первой тяжёлой весовых категориях.
Член национальной сборной Бразилии, четвертьфиналист Олимпийских игр 2020 года, серебряный призёр чемпионата мира (2021), серебряный призёр Панамериканских игр (2019), Панамериканский чемпион (2022), серебряный призёр Южноамериканских игр (2022), чемпион Юношеских Олимпийских игр (2018), многократный победитель и призёр международных и национальных турниров в любителях.

## Биография
Кено Марли Машадо родился 11 июля 2000 года в городе Сапеасу, в штате Баия, в Бразилии.

## Любительская карьера
В октябре 2018 года стал Олимпийским чемпионом участвуя в III-х летних Юношеских Олимпийских играх в Буэнос-Айресе (Аргентина) в среднем весе до 75 кг, в финале соревнований единогласным решением судей (5:0) победив юного алжирца Фарида Дуиби.

### 2019 год
В начале августа 2019 года в Лиме (Перу) завоевал серебро Панамериканских игр в весе до 81 кг, в финале игр по очкам проиграв знаменитому кубинцу Хулио Сесару ла Крусу.

#### Чемпионат мира 2019 года
В сентябре 2019 года в Екатеринбурге (Россия), стал участником чемпионата мира в категории до 81 кг. Где в 1/16 финала победил по очкам опытного киргиза Эркина Адылбека уулу, но в 1/8 финала по очкам в конкурентном бою проиграл казахстанцу Бекзату Нурдаулетову — который в итоге стал чемпионом мира 2019 года.

### 2021 год

#### Олимпийские игры 2020 года
В начале 2021 года по рейтингу прошёл Американскую Олимпийскую квалификацию и получил лицензию для выступления на Олимпийских играх 2020 года.
И в июле 2021 года стал участником Олимпийских игр в Токио, соревнуясь в полутяжёлом весе (до 81 кг), где в 1/8 финала соревнований по очкам единогласным решением судей победил опытного китайского боксёра Чэнь Дасяна, но в четвертьфинале раздельных решением судей в очень конкурентном бою проиграл британцу Бенджамину Уиттекеру, — который в итоге завоевал серебро Олимпиады.

#### Чемпионат мира 2021 года
В начале ноября 2021 года в Белграде (Сербия) стал серебряным призёром чемпионата мира, в категории до 86 кг. Где в 1/16 финала победил по очкам казахстанца Бека Нурмаганбета, в 1/8 финала по очкам победил корейца Ким Хёнг Кю, в четвертьфинале по очкам победил поляка Себастьяна Виктожака, в полуфинале по очкам победил бельгийца Виктора Шельстрата, но в финале по очкам в конкурентном бою проиграл азербайджанцу кубинского происхождения Лорену Альфонсо.

### 2022—2023 годы
В марте 2022 года стал победителем на 13-м Панамериканском чемпионате в весе до 86 кг, который прошёл в Гуаякиле (Эквадор), где он в финале победил американца Аржана Исени.
В феврале 2023 года стал победителем в весе до 92 кг представительного международного турнира «Странджа» проходившего в Софии (Болгария), где он в полуфинале по очкам (3:2) победил греческого боксёра Вагкана Наницаняна, а в финале победил эквадорского боксёра Хулио Кастильо.